# Matrix Reloaded
Matrix Reloaded (em inglês:  The Matrix Reloaded) é um filme estadunidense de 2003, dos gêneros ficção científica, ação e suspense, escrito e dirigido por Lilly e Lana Wachowski.
Protagonizado por Keanu Reeves — no papel de Neo —, Matrix Reloaded é continuação de Matrix (1999) e a segunda parte da trilogia Matrix.

## Sinopse
Com os novos poderes de Neo, continua a saga de Neo, Morpheus, Trinity contra as máquinas. Neo tentará chegar à Fonte para, assim, libertar sua raça, porém o poderoso sr. Smith fará de tudo para impedi-lo.

## Elenco
- Keanu Reeves .... Neo
- Carrie-Anne Moss .... Trinity
- Laurence Fishburne .... Morpheus
- Hugo Weaving .... agente Smith
- Harold Perrineau .... Link
- Jada Pinkett Smith .... Niobe
- Lambert Wilson .... Merovíngio
- Monica Bellucci .... Perséfone
- Gloria Foster .... oráculo
- Randall Duk Kim .... chaveiro
- Collin Chou .... Seraph
- Helmut Bakaitis .... arquiteto
- Harry Lennix .... comte. Lock
- Anthony Zerbe .... cons. Hamann
- Daniel Bernhardt .... agente Johnson
- Nona Gaye .... Zee
- Steve Bastoni .... Soren
- Ian Bliss .... Bane
- Adrian Rayment .... gêmeo
- Neil Rayment .... gêmeo

Zee foi originalmente interpretada por Aaliyah, que morreu em um acidente de avião em 25 de agosto de 2001, antes que as filmagens fossem concluídas, exigindo que suas cenas fossem refeitas com Nona Gaye. Foi oferecido a Jet Li o papel de Seraph, mas recusou porque não queria que seus movimentos de artes marciais fossem gravados digitalmente.

## Crítica
Matrix Reloaded teve principalmente positiva recepção crítica, com uma classificação do Rotten Tomatoes com aprovação de 73%.

## Bilheteria
O filme estreou nos Estados Unidos em 15 de maio de 2003, arrecadando US$ 91,7 milhões de dólares na sua abertura doméstica sendo a maior do ano. Finalizando sua bilheteria doméstica com US$ 281,576,461 milhões, sendo a 4ª maior arrecadação na América do Norte no ano de 2003, atrás de O Senhor dos Anéis: O Retorno do Rei (US$ 377,8 milhões), Procurando Nemo (US$ 339 milhões) e Piratas do Caribe: A Maldição do Pérola Negra (US$ 305 milhões), e US$ 457,835,574 milhões internacionalmente, o filme saiu de cartaz com US$ 739 milhões mundialmente, sendo a 3ª maior bilheteria de 2003 atrás de O Senhor dos Anéis: O Retorno do Rei (US$ 1,140 bilhão) e Procurando Nemo (US$ 940 milhões), e também a maior bilheteria da franquia Matrix.